# Olivier Pantaloni
Olivier Pantaloni (Bastia, 13 december 1966) is een voormalig voetballer uit Frankrijk, die speelde als middenvelder en onder meer uitkwam voor SC Bastia, FC Martigues en AS Saint-Étienne. Na zijn actieve loopbaan stapte Pantaloni het trainersvak in. Hij had onder meer de jeugdacademie van AC Ajaccio onder zijn hoede. 